# Bergondo
Bergondo es un municipio español de la provincia de La Coruña, Galicia. Según el INE, en 2022 contaba con una población de 6 892 habitantes. Pertenece a la comarca de La Coruña, dentro del área metropolitana de La Coruña. 
De su término municipal destacan la playa de Gandarío y el Pazo de Mariñán. Es conocido como la Xoia das Mariñas por su actividad joyera.

## Toponimia
Bergondo tiene un posible origen celta o germánico,[cita requerida] pudiendo hacer referencia al rey Brigo o a una elevación montañosa:  Berg . El topónimo de Lubre, uno de los lugares del concello, podría haber sido el bosque sagrado de los celtas.
El primer documento en el que se cita el topónimo de Bergondo está fechado en 1138 como Burgundium.[cita requerida] El abad Recendus de Burgundio confirmó la donación realizada por el Conde de Traba a su hija Urraca, que en su testamento de 1193 dejó el monasterio llamado de Bergondo.

## Geografía física

### Ubicación
El término municipal de Bergondo se encuentra cercano al centro de la provincia de la Coruña, al este de la Comarca de La Coruña. Limita con los municipios de Sada, Cambre, Abegondo, Betanzos y Paderne.
| Noroeste: Sada    | Norte: Ría de Betanzos | Noreste: Miño (La Coruña) |
| Oeste: Cambre     |                        | Este: Paderne             |
| Suroeste Abegondo | Sur: Betanzos          | Sureste: Paderne          |

### Hidrografía
El término municipal de Bergondo está bañado por la ría de Betanzos. Bergondo se encuentra cercano a su origen en Betanzos. 

## Geografía humana

### Demografía
Cuenta con una población de 6986 habitantes (INE 2024).
| Gráfica de evolución demográfica de Bergondo entre 1842 y 2021                                                        |
| |
| Población de derecho según los censos de población del INE. Población de hecho según los censos de población del INE. |

### Organización territorial
El municipio está formado por 73 entidades de población distribuidas en 9 parroquias:
- Babío (Santa Marta)
- Bergondo (San Salvador)
- Cortiñán (Santa María)
- Guísamo (Santa María)
- Lubre (San Xoán)
- Morujo[4]
- Ouces (San Xoán)
- Rois (Santa Mariña)
- Vijoy[4]

## Economía

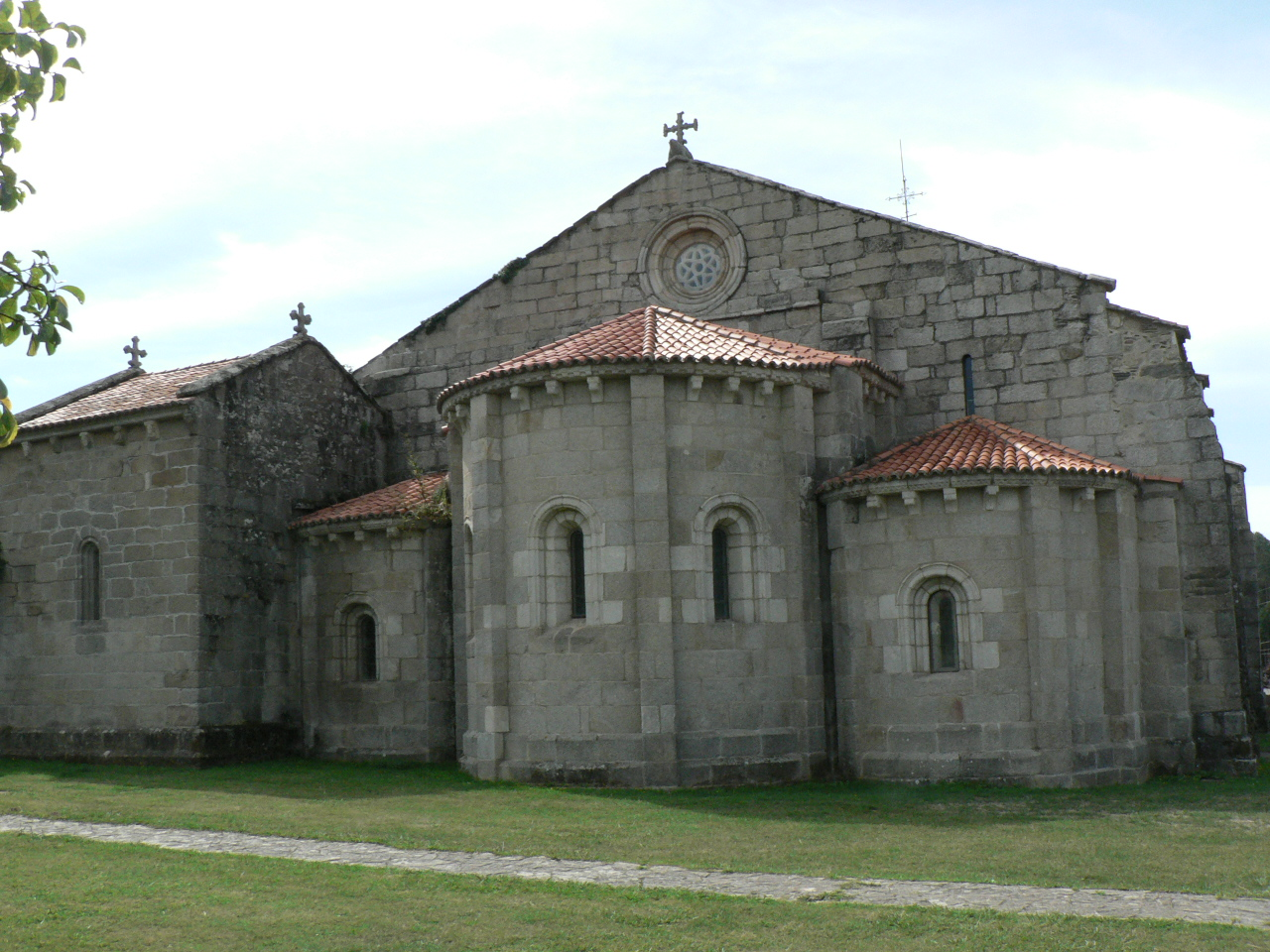
El Monasterio de San Salvador de Bergondo, de estilo románico.

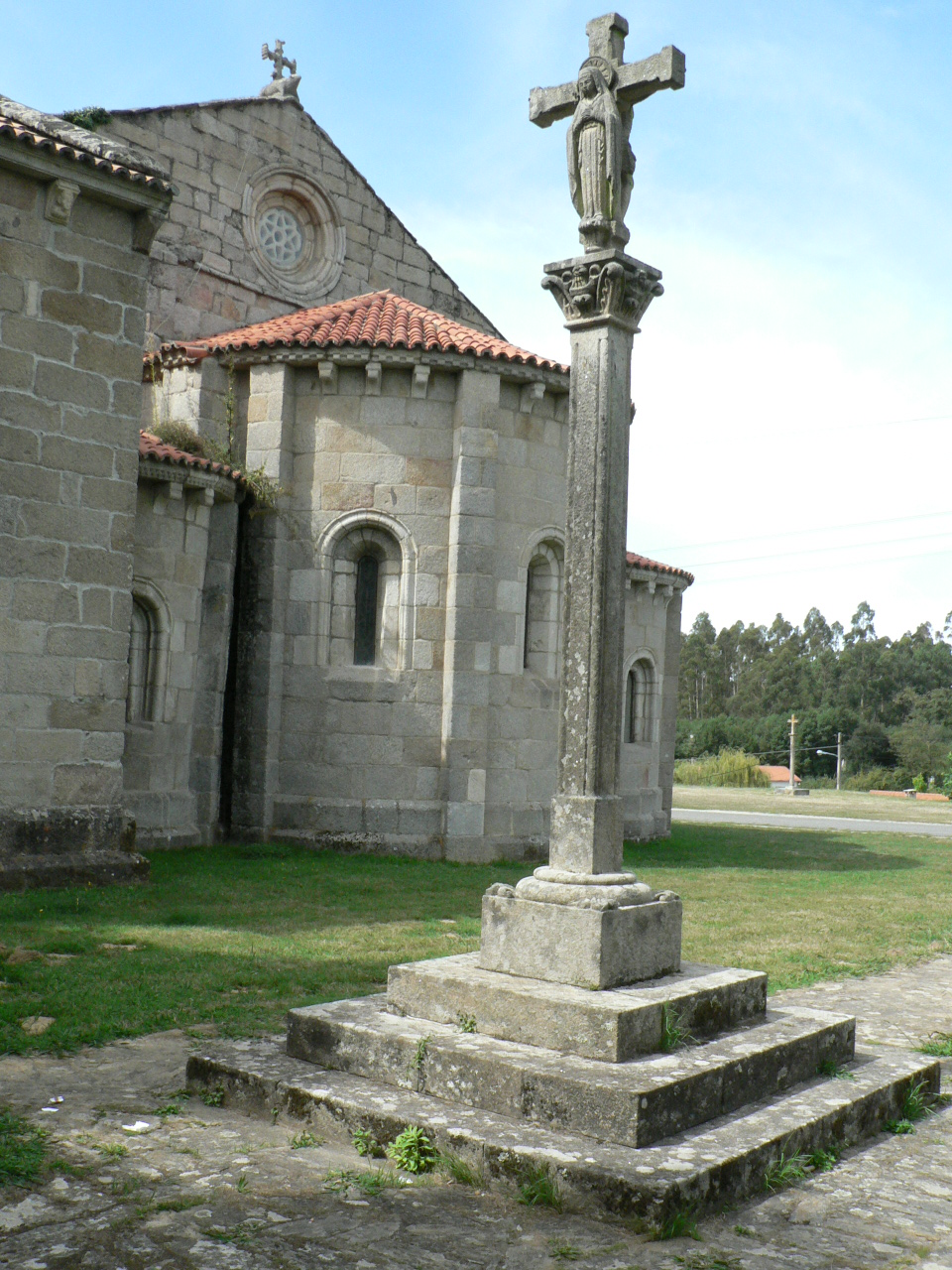
Crucero con el Monasterio de San Salvador.

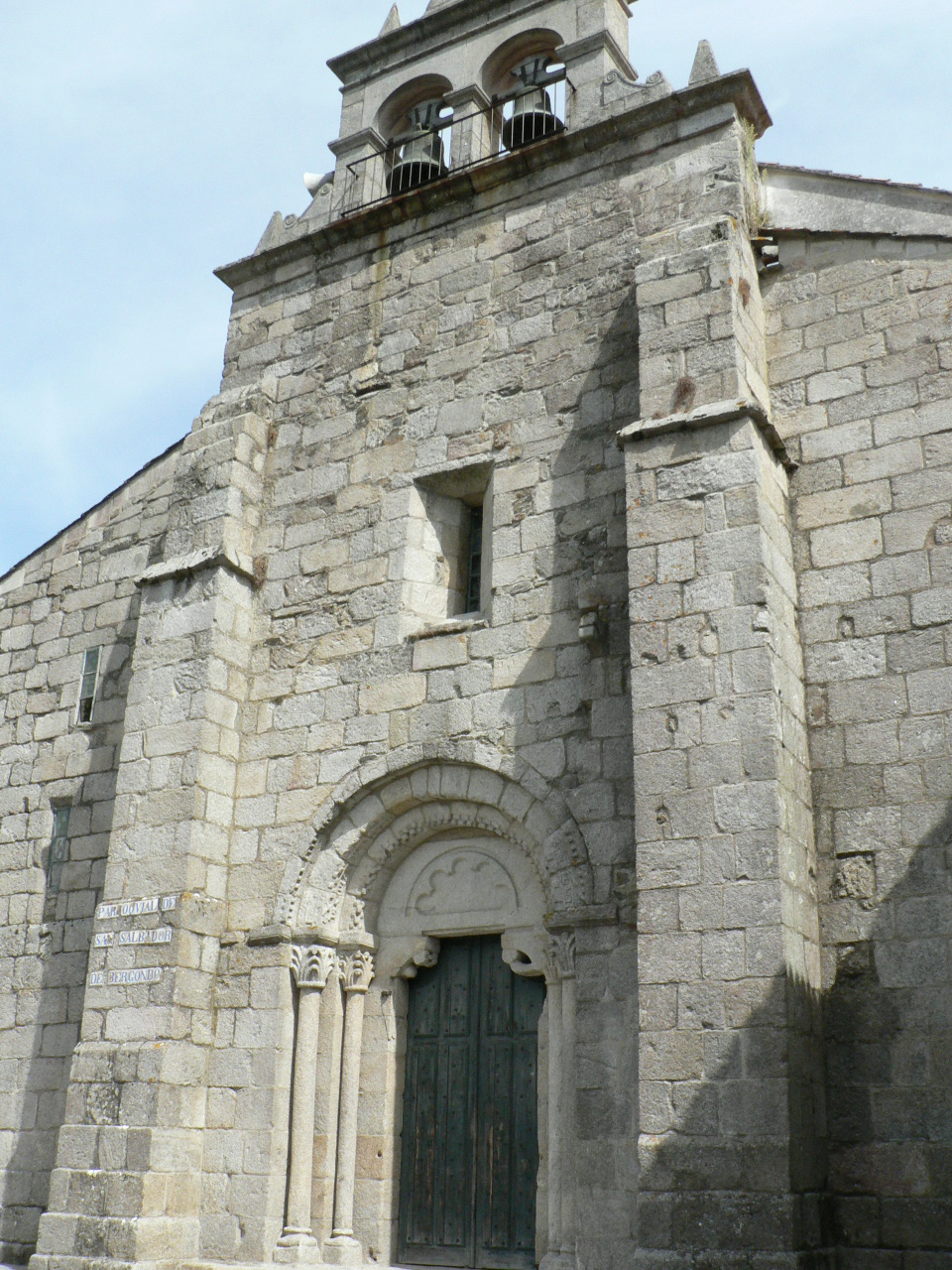
San Salvador de Bergondo.

Es un municipio con larga tradición joyera, en particular de la alta joyería. Se ubican en el municipio algunas de las empresas más importantes del sector como Balcarsa, Unión Joyera o Sanjurjo entre otras. Cuenta también con un importante polígono industrial, comercial y de servicios, con unas 300 empresas ubicadas en él.
La tradición se remonta probablemente a la época de la expulsión de los judíos por Isabel La Católica, ya que muchos de los que inicialmente se dirigían a Coruña para embarcar a los Países Bajos, entonces de la Corona, al ver que en Galicia eran bien recibidos, que no había llegado la Inquisición que tardaría aún años por el difícil acceso a través de las  montañas de Lugo, allí se instalaron, enseñando al pueblo su arte orfebrense y joyera. Y uno de los lugares donde posiblemente arraigaron más fue en Bergondo.
Desde hace al menos dos siglos, algunos bergondeses descubrieron que, comprando galones militares (en Ferrol principalmente) y fundiéndolos, podían obtener oro. Esto les dio la idea de que posiblemente muchas personas querían deshacerse de restos de joyas e incluso piezas dentales. Extendieron el negocio primero a lugares próximos y posteriormente por toda España. Fueron los "prata e ouro" (plata y oro). Y cabe decir que no todos los prata e ouro fueron hombres, ya que una mujer, Xaviela Fraga, ya a principios del S XIX, al quedarse viuda con muchos hijos, lo ejerció. El desplazamiento de estas personas, a los que les interesaba llegar a los lugares más recónditos, era bastante duro, ya que en aquella época los medios de comunicación eran escasos por lo que la mayoría de veces tenían que realizar el camino a pie.
Al llegar a un pueblo, se dirigían a la plaza y allí gritaban: ¡Plata y Oro! y la gente acudía a vender sus deshechos, que ellos pesaban, naturalmente, y pagaban al contado. Cuando finalizaba esta compra, se dirigían al pueblo más próximo y así sucesivamente, hasta que llegaba la noche. Y pernoctaban allí donde se encontrasen, que, evidentemente, no eran hoteles de lujo, cosa que por otro lado su bolsillo tampoco hubiese permitido. Iban siempre en grupo por miedo a los asaltadores de caminos, y, por supuesto, sin comentar a nadie la ruta a seguir.
Del "género" como ellos le llamaban a lo adquirido, no se separaban ni para dormir, por el peligro al robo. Y así tras generaciones de mucho sacrificio, llegaron, ya a principios del S XX a establecerse en ciudades importantes: Madrid, Barcelona... que hoy, muchos de sus herederos todavía continúan.

## Infraestructuras
Tiene a su disposición dos pabellones polideportivos, una biblioteca, una casa de la cultura (con gimnasio, salón de actos, información, aula de informática...) numerosas pistas en las diversas parroquias del municipio, el edificio "a Senra" restaurado recientemente (gimnasio, sala de actos, biblioteca, cafetería, aula de informática, exposiciones, sala de estar...), diversas aulas en distintas parroquias donde se realizan actividades.[cita requerida]

## Patrimonio artístico

### Arte religioso
Entre los monumentos religiosos presentes en el municipio destacan:
- Monasterio de San Salvador, construido en el siglo XII, con iglesia románica de la segunda mitad del siglo XIII, con tres naves y tres ábsides semicilíndricos. En su interior existen buenos sepulcros medievales.

### Arte Civil

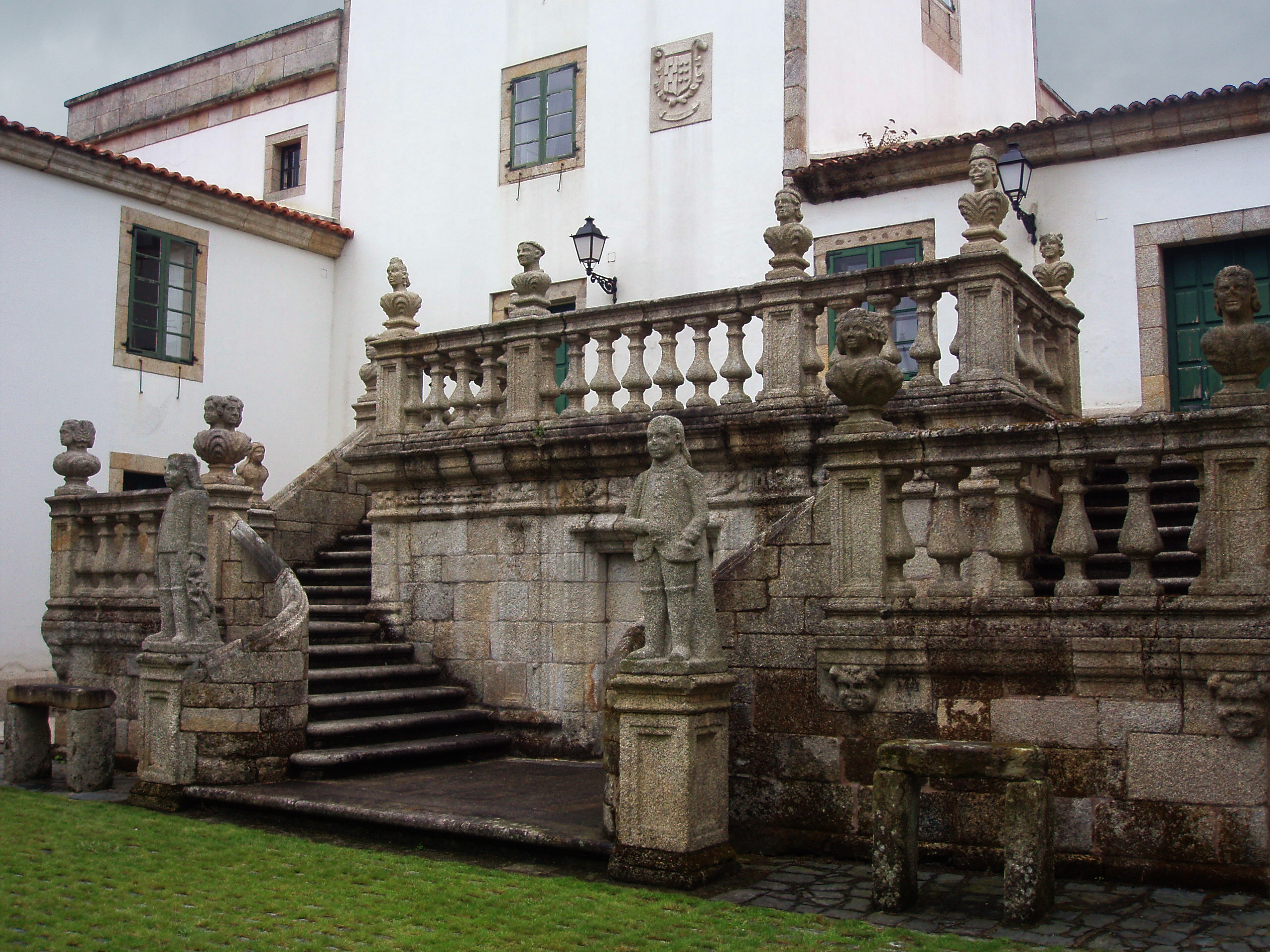
Escalinata posterior del pazo de Mariñán.

Los monumentos civiles más destacados del municipio son:
- Pazo de Mariñán, edificio del siglo XVIII con elementos barrocos y neoclásicos.
- Pazo de Armuño, más o menos de la misma época que el de Mariñán.
- Pazo do Casal, construido en el siglo XIX y que destaca principalmente por su jardín, tanto en especies: posee una sequoia catalogada como la segunda en tamaño de España además de otras especies exóticas, como el trazado de dibujos en boj de los que destaca principalmente un laberinto de forma nada habitual por su trazado en caminos curvos.

## Fiestas locales
En Bergondo se celebran las tradicionales fiestas como la cabalgata de reyes, fiesta de carnaval (con concurso de orejas y filloas)... pero además otras festividades como la feria de Artesanía, ubicada en relación con las letras Gallegas, por las que se realiza un concurso de redacción, también son muy conocidas las fiestas patronales de Santa Maria de Guisamo cuyo patrón es el San Ramón y se celebran el último fin de semana de agosto, o primero de septiembre. Sin olvidar la fiesta del Niño Dios, de la parroquia de Bergondo, que se celebra el domingo siguiente a la Asunción, con gran solemnidad en el Monasterio de San Salvador, así como la de Sta. Marta (29 de julio) y la consecuente Romería el domingo siguiente: el Sacramento, teniendo ambas lugar en el Monte de Sta. Marta, de la parroquia de Sta. Marta de Babío; la de Santa Marina, en la parroquia de Rois; la de Fiobre, que tiene lugar el día de Santiago... y la última de todas: el 8 se septiembre que es el día de Santa María de la Cabeza, mujer de San Isidro, y por tanto tiene lugar en la parroquia de San Isidro. Todas ellas amenizadas, como es natural, con la presencia de: vendedores de productos alimenticios y bebidas, rosquillas y, cómo no, los gaiteros, además de los cohetes pues en Galicia una fiesta sin cohetes, no es fiesta. A la noche, suele haber, como es lógico, baile.